# Frodo Bolsón
Frodo Bolsón (originalmente en inglés: Frodo Baggins, y de acuerdo con la obra póstuma Los pueblos de la Tierra Media, nombre que es una representación del oestron Maura Labingi) es un personaje ficticio que pertenece al legendarium del escritor J. R. R. Tolkien, siendo el protagonista de la novela El Señor de los Anillos. Es un hobbit hijo de Drogo Bolsón y Prímula Brandigamo, nacido el 22 de septiembre de 2968 de la Tercera Edad. Llamado también "Portador del Anillo", Frodo fue el encargado de llevar el Anillo Único hasta el Monte del Destino para destruirlo, acompañado por su fiel compañero Sam. 
En la trilogía cinematográfica de El Señor de los Anillos de Peter Jackson (2001, 2002, 2003), Frodo es interpretado por el actor estadounidense Elijah Wood.
Como otros muchos nombres de El Señor de los Anillos, la palabra proviene de un idioma diferente del inglés: Frodo, en nórdico antiguo, significa "sabio".

## Aspecto físico y personalidad
Posee los principales rasgos que diferencian a los hobbits de otras especies: los pies muy peludos, mejillas rojas, rechonchez… Aunque tiene el pelo rubio (castaño en otras adaptaciones), Frodo es de tez pálida debido a su ascendencia de la rama de los albos. Según las palabras de Gandalf en La Comunidad del Anillo, Frodo es más alto que algunos y más pálido que la mayoría de los hobbits, tiene un hoyuelo en la barbilla, ojos brillantes y la cabeza erguida. Y según la opinión de Faramir, Frodo tenía un cierto aire a soler élfico. Tolkien remarca bastante ese último aspecto durante toda la historia en varias ocasiones, donde se hace mención de su modo de hablar y sus modales, dándole una imagen no muy común entre los hobbits. Frodo era diferente, un amigo de los elfos, como solían llamarlo. Además conocía su lenguaje y podía traducir las lenguas antiguas. Su indumentaria no se especifica con detalle, si bien a partir de su salida de Rivendel llevó consigo la cota de malla de mithril y la espada Dardo que le regaló su tío Bilbo, y tras su paso por Lothlórien se añadió el manto élfico regalado por Galadriel a su vestimenta. Únicamente se separó de estas prendas al ser capturado en Cirith Ungol, momento en que las perdió y tuvo que vestirse con ropas de orco.
A pesar de ser gran amante de La Comarca, el lugar donde vivía, siempre se sintió atraído por los viajes y las aventuras, motivado probablemente por las historias de su tío Bilbo, al que él quería mucho. No obstante, su misión a Mordor le resultó tan dura que posteriormente desapareció todo deseo de aventuras, queriendo únicamente descanso y tranquilidad. Se lo describe como tímido pero decidido, y muy inteligente. Aborrece la violencia, y es especialmente característico de él su compasión y sensibilidad, demostradas por ejemplo con el trato que dispensó siempre a Gollum. Su personalidad quedó afectada poco a poco por el hecho de portar el Anillo Único, sobre todo en Mordor, donde esto unido al hambre y a la fatiga extrema que sufrió cambiaron su constitución física haciéndole adelgazar mucho y también volviéndole depresivo y dependiente del anillo. Estos rasgos desaparecieron tras la destrucción del anillo, sin embargo quedó en él cierta influencia del anillo, por lo que para curarse por completo terminó viajando a las Tierras Imperecederas para acabar allí sus días.
El Anillo había causado en él heridas que no afectaban su cuerpo físico, por lo tanto las consecuencias de dicha afección no eran del todo claras, ni siquiera para Gandalf. Se suponía que iría desapareciendo, como sucedía con todo aquel que usaba el anillo, pero que esta desaparición acabaría siendo de modo permanente, debiendo vivir para siempre en el mundo de las sombras, tal y como había sucedido con los hombres de negro. 
Su viaje a Tol Eressea, en el continente de Aman, tenía como fin sanar su espíritu y librarlo de tan terrible final.
Frodo partió hacia La Isla solitaria para ser restaurado.

## Vida

### Infancia y juventud
Frodo pasó su infancia en Casa Brandi, en Los Gamos, viviendo con la familia de su madre. Los padres de Frodo murieron cuando él tenía doce años, en un accidente mientras navegaban en un bote. En el año 2989 T. E., Frodo fue adoptado por su tío Bilbo Bolsón, y se marchó a vivir con él a su casa llamada Bolsón Cerrado, en Hobbiton. Muy pronto Bilbo realizó los trámites necesarios para convertir a Frodo en su heredero, lo cual causa malestar en los Sacovilla-Bolsón, quienes esperaban ser los dueños de Bolsón Cerrado cuando Bilbo muriera. Prímula, la madre de Frodo, era prima hermana de Bilbo y Drogo, el padre de Frodo, era primo segundo de este, así que Frodo es, en realidad, sobrino segundo por parte de madre y sobrino tercero por parte de padre del señor Bilbo.

### Ancestros
| \| \| \| \| \| \| \| \| \| \| \| \| \| \| \| \| \| \| \| \| 16. Balbo Bolsón \| \| \| \| \| \| \| \| \| \| \| \| \| \| \| \| \| \| \| \| \| \| \| \| \| \| \| \| \| \| \| \| \| \| \| \| \| \| \| \| \| \| \| \| \| \| \| \| \| \| \| \| \| \| 8. Largo Bolsón \| \| \| \| \| \| \| \| \| \| \| \| \| \| \| \| \| \| \| \| \| \| \| \| \| \| \| \| \| \| \| \| \| \| \| \| \| \| \| \| \| \| \| \| \| \| \| \| \| \| \| \| \| \| 17. Berilia Boffin \| \| \| \| \| \| \| \| \| \| \| \| \| \| \| \| \| \| \| \| \| \| \| \| \| \| \| \| \| \| \| \| \| \| \| \| \| \| \| \| \| \| \| \| \| \| \| \| \| \| \| \| \| \| 4. Fosco Bolsón \| \| \| \| \| \| \| \| \| \| \| \| \| \| \| \| \| \| \| \| \| \| \| \| \| \| \| \| \| \| \| \| \| \| \| \| \| \| \| \| \| \| \| \| \| \| \| \| \| \| \| \| \| \| 9. Tanta Corneta \| \| \| \| \| \| \| \| \| \| \| \| \| \| \| \| \| \| \| \| \| \| \| \| \| \| \| \| \| \| \| \| \| \| \| \| \| \| \| \| \| \| \| \| \| \| \| \| \| \| \| \| \| \| 2. Drogo Bolsón \| \| \| \| \| \| \| \| \| \| \| \| \| \| \| \| \| \| \| \| \| \| \| \| \| \| \| \| \| \| \| \| \| \| \| \| \| \| \| \| \| \| \| \| \| \| \| \| \| \| \| \| \| \| 5. Rubí Bolger \| \| \| \| \| \| \| \| \| \| \| \| \| \| \| \| \| \| \| \| \| \| \| \| \| \| \| \| \| \| \| \| \| \| \| \| \| \| \| \| \| \| \| \| \| \| \| \| \| \| \| \| \| \| 1. Frodo Bolsón \| \| \| \| \| \| \| \| \| \| \| \| \| \| \| \| \| \| \| \| \| \| \| \| \| \| \| \| \| \| \| \| \| \| \| \| \| \| \| \| \| \| \| \| \| \| \| \| \| \| \| \| \| \| 24. Madoc Brandigamo \| \| \| \| \| \| \| \| \| \| \| \| \| \| \| \| \| \| \| \| \| \| \| \| \| \| \| \| \| \| \| \| \| \| \| \| \| \| \| \| \| \| \| \| \| \| \| \| \| \| \| \| \| \| 12. Marmadoc Brandigamo \| \| \| \| \| \| \| \| \| \| \| \| \| \| \| \| \| \| \| \| \| \| \| \| \| \| \| \| \| \| \| \| \| \| \| \| \| \| \| \| \| \| \| \| \| \| \| \| \| \| \| \| \| \| 25. Hanna Valeoro \| \| \| \| \| \| \| \| \| \| \| \| \| \| \| \| \| \| \| \| \| \| \| \| \| \| \| \| \| \| \| \| \| \| \| \| \| \| \| \| \| \| \| \| \| \| \| \| \| \| \| \| \| \| 6. Gorbadoc Brandigamo \| \| \| \| \| \| \| \| \| \| \| \| \| \| \| \| \| \| \| \| \| \| \| \| \| \| \| \| \| \| \| \| \| \| \| \| \| \| \| \| \| \| \| \| \| \| \| \| \| \| \| \| \| \| 13. Adaldrina Bolger \| \| \| \| \| \| \| \| \| \| \| \| \| \| \| \| \| \| \| \| \| \| \| \| \| \| \| \| \| \| \| \| \| \| \| \| \| \| \| \| \| \| \| \| \| \| \| \| \| \| \| \| \| \| 3. Prímula Brandigamo \| \| \| \| \| \| \| \| \| \| \| \| \| \| \| \| \| \| \| \| \| \| \| \| \| \| \| \| \| \| \| \| \| \| \| \| \| \| \| \| \| \| \| \| \| \| \| \| \| \| \| \| \| \| 14. Gerontius Tuk \| \| \| \| \| \| \| \| \| \| \| \| \| \| \| \| \| \| \| \| \| \| \| \| \| \| \| \| \| \| \| \| \| \| \| \| \| \| \| \| \| \| \| \| \| \| \| \| \| \| \| \| \| \| 7. Mirabella Tuk \| \| \| \| \| \| \| \| \| \| \| \| \| \| \| \| \| \| \| \| \| \| \| \| \| \| \| \| \| \| \| \| \| \| \| \| \| \| \| \| \| \| \| \| \| \| \| \| \| \| \| \| \| \| 15. Adamanta Redondo \| \| \| \| \| \| \| \| \| \| \| \| \| \| \| \| \| \| \| \| \| \| \| \| \| \| \| \| \| \| \| \| \| \| \| \| \| \| \| \| \| \| \| \| \| \| \| \| \| \| \| \| |                         |  |  |  |  |  |  |  |  |  |  |  |  |  |  |  |
| |                         |  |  |  |  |  |  |  |  |  |  |  |  |  |  |  |
| | 16. Balbo Bolsón        |  |  |  |  |  |  |  |  |  |  |  |  |  |  |  |
| |                         |  |  |  |  |  |  |  |  |  |  |  |  |  |  |  |
| |                         |  |  |  |  |  |  |  |  |  |  |  |  |  |  |  |
| | 8. Largo Bolsón         |  |  |  |  |  |  |  |  |  |  |  |  |  |  |  |
| |                         |  |  |  |  |  |  |  |  |  |  |  |  |  |  |  |
| |                         |  |  |  |  |  |  |  |  |  |  |  |  |  |  |  |
| | 17. Berilia Boffin      |  |  |  |  |  |  |  |  |  |  |  |  |  |  |  |
| |                         |  |  |  |  |  |  |  |  |  |  |  |  |  |  |  |
| |                         |  |  |  |  |  |  |  |  |  |  |  |  |  |  |  |
| | 4. Fosco Bolsón         |  |  |  |  |  |  |  |  |  |  |  |  |  |  |  |
| |                         |  |  |  |  |  |  |  |  |  |  |  |  |  |  |  |
| |                         |  |  |  |  |  |  |  |  |  |  |  |  |  |  |  |
| | 9. Tanta Corneta        |  |  |  |  |  |  |  |  |  |  |  |  |  |  |  |
| |                         |  |  |  |  |  |  |  |  |  |  |  |  |  |  |  |
| |                         |  |  |  |  |  |  |  |  |  |  |  |  |  |  |  |
| | 2. Drogo Bolsón         |  |  |  |  |  |  |  |  |  |  |  |  |  |  |  |
| |                         |  |  |  |  |  |  |  |  |  |  |  |  |  |  |  |
| |                         |  |  |  |  |  |  |  |  |  |  |  |  |  |  |  |
| | 5. Rubí Bolger          |  |  |  |  |  |  |  |  |  |  |  |  |  |  |  |
| |                         |  |  |  |  |  |  |  |  |  |  |  |  |  |  |  |
| |                         |  |  |  |  |  |  |  |  |  |  |  |  |  |  |  |
| | 1. Frodo Bolsón         |  |  |  |  |  |  |  |  |  |  |  |  |  |  |  |
| |                         |  |  |  |  |  |  |  |  |  |  |  |  |  |  |  |
| |                         |  |  |  |  |  |  |  |  |  |  |  |  |  |  |  |
| | 24. Madoc Brandigamo    |  |  |  |  |  |  |  |  |  |  |  |  |  |  |  |
| |                         |  |  |  |  |  |  |  |  |  |  |  |  |  |  |  |
| |                         |  |  |  |  |  |  |  |  |  |  |  |  |  |  |  |
| | 12. Marmadoc Brandigamo |  |  |  |  |  |  |  |  |  |  |  |  |  |  |  |
| |                         |  |  |  |  |  |  |  |  |  |  |  |  |  |  |  |
| |                         |  |  |  |  |  |  |  |  |  |  |  |  |  |  |  |
| | 25. Hanna Valeoro       |  |  |  |  |  |  |  |  |  |  |  |  |  |  |  |
| |                         |  |  |  |  |  |  |  |  |  |  |  |  |  |  |  |
| |                         |  |  |  |  |  |  |  |  |  |  |  |  |  |  |  |
| | 6. Gorbadoc Brandigamo  |  |  |  |  |  |  |  |  |  |  |  |  |  |  |  |
| |                         |  |  |  |  |  |  |  |  |  |  |  |  |  |  |  |
| |                         |  |  |  |  |  |  |  |  |  |  |  |  |  |  |  |
| | 13. Adaldrina Bolger    |  |  |  |  |  |  |  |  |  |  |  |  |  |  |  |
| |                         |  |  |  |  |  |  |  |  |  |  |  |  |  |  |  |
| |                         |  |  |  |  |  |  |  |  |  |  |  |  |  |  |  |
| | 3. Prímula Brandigamo   |  |  |  |  |  |  |  |  |  |  |  |  |  |  |  |
| |                         |  |  |  |  |  |  |  |  |  |  |  |  |  |  |  |
| |                         |  |  |  |  |  |  |  |  |  |  |  |  |  |  |  |
| | 14. Gerontius Tuk       |  |  |  |  |  |  |  |  |  |  |  |  |  |  |  |
| |                         |  |  |  |  |  |  |  |  |  |  |  |  |  |  |  |
| |                         |  |  |  |  |  |  |  |  |  |  |  |  |  |  |  |
| | 7. Mirabella Tuk        |  |  |  |  |  |  |  |  |  |  |  |  |  |  |  |
| |                         |  |  |  |  |  |  |  |  |  |  |  |  |  |  |  |
| |                         |  |  |  |  |  |  |  |  |  |  |  |  |  |  |  |
| | 15. Adamanta Redondo    |  |  |  |  |  |  |  |  |  |  |  |  |  |  |  |
| |                         |  |  |  |  |  |  |  |  |  |  |  |  |  |  |  |
| |                         |  |  |  |  |  |  |  |  |  |  |  |  |  |  |  |

### Edad adulta
El 22 de septiembre del año 3001 T. E., Frodo cumple la mayoría de edad (que entre los hobbits es de 33 años), y pasa a posesión oficial de la herencia de su tío Bilbo. Ese mismo día, Bilbo abandona la Comarca y viaja a Rivendel a pasar sus días allí; ya que, según cuenta el mismo libro, quería salir de aquel lugar y tomarse unas vacaciones, pasar su tiempo entre los elfos. Entre la herencia que Bilbo dejó a Frodo se encuentra un extraño anillo. Gandalf le da una explicación sobre el poder de esos objetos, y le pide a Frodo que evite al máximo su uso. A partir de 3004 T. E., Gandalf empieza a hacer visitas periódicas a Frodo para tener el anillo vigilado. En 3018 T. E., Gandalf realiza su última visita a Frodo. Para ese entonces, Gandalf ya tiene la certeza de que el anillo de Frodo es el Anillo Único, y le advierte al hobbit sobre el peligro que corre al tenerlo, ya que su dueño Sauron desea recuperarlo. Para evitar que el Único caiga en poder del mal, Frodo emprende su viaje con él, en primera instancia hacia Rivendel.

### La misión
El 23 de septiembre de 3018, con 50 años (y aspecto de 33 por el anillo, joven aun para un hobbit) Frodo abandonó Bolsón Cerrado junto con Sam, dirigiéndose a Los Gamos perseguido por los Nazgûl. Llegaron a los campos del viejo Maggot, ofreciéndoles llevarlos lo más cerca posible, se encontraron con Merry y Pippin llegaron a Los Gamos. El traslado fue disimulado como una mudanza, pero al llegar allí se pusieron en marcha en secreto hacia Rivendel, internándose en el Bosque Viejo. Allí, el grupo de hobbits conoció a Tom Bombadil, un sujeto que adoraba cantar y bailar, y que les brindó su ayuda para salir del bosque, además de acogerlos en su casa y más tarde salvarlos de los "Tumularios Negros".
El 29 de septiembre llegaron a Bree. En un hostal, llamado El Póney Pisador, donde pernoctan esa noche, los esperaba Aragorn, quien en ese momento se presentó como Trancos. Gandalf le dejó una nota al posadero para que se la entregase sin más demora, donde les informaba que Aragorn los acompañaría hasta Rivendel. El grupo abandonó Bree al día siguiente, tras haber sufrido un ataque fallido de los Nazgûl. Durante el viaje, el grupo hizo un descanso en la Cima de los Vientos, donde fueron atacados de nuevo; Frodo fue herido por un arma envenenada, empeorando su estado de salud durante el resto del viaje a Rivendel y estando a punto de morir. Una vez en la ciudad, Elrond le operó y le salvó la vida. La herida de aquel ataque, hecho con un arma fabricada en Morgul, no le curaría nunca del todo, doliéndole en cada aniversario del momento en que fue herido y cada vez que un Nazgûl se acercaba a él.
En Rivendel, Elrond le dijo a Gandalf que el anillo no se podía quedar allí y, por consecuente, se realiza el Concilio de Elrond, con la participación de representantes de todas las razas. A solicitud suya se le encomendó la misión de llevar el Anillo Único al Monte del Destino y arrojarlo ahí para que sea destruido. Para ayudarlo en esta tarea, se estableció la Comunidad del Anillo, de 9 miembros. El número de miembros elegidos se decidió para igualar a los Nazgûl:
1. Frodo Bolsón, el portador.
2. Gandalf el Gris, quien debía, junto con Aragorn, ser el líder y guía.
3. Aragorn "Trancos", quien debía suceder a Gandalf en caso de algún percance.
4. Boromir, de Gondor.
5. Samsagaz "Sam" Gamyi.
6. Peregrin "Pippin" Tuk.
7. Meriadoc "Merry" Brandigamo.
8. Legolas Hoja Verde del Bosque Negro.
9. Gimli hijo de Glóin.

La Comunidad inició el viaje a Mordor, visitando parajes como las minas de Moria o Lothlórien, y perdiendo en el trayecto de dicho viaje a dos miembros del grupo: Gandalf (que no murió del todo), en una lucha con un Balrog y Boromir, en una lucha encarnizada contra uruk-hai de Isengard; quien poco antes de morir intentó quitarle el Anillo a Frodo seducido por su poder. Esto hizo que el hobbit tomara la decisión de viajar él solo hasta el Monte del Destino para que el poder del Anillo no corrompiera a ninguno de sus compañeros, aunque finalmente Sam le acompañó.

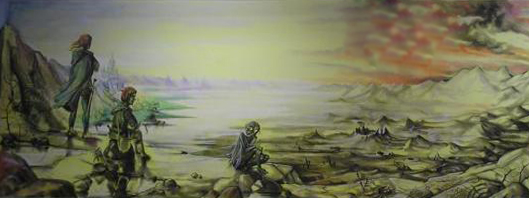
Frodo, Sam y Gollum miran el horizonte en las Emyn Muil.

Ambos hobbits se perdieron en las colinas de Emyn Muil, y durante su estancia allí se encontraron con Gollum, que intentaba recuperar el Anillo. Al contrario que Sam, Frodo se apiadó de él y le convenció para que les guiara hasta la Puerta Negra por la que se entraba a Mordor. Sin embargo, al llegar allí comprobaron que estaba demasiado bien vigilada para poder entrar por allí. Gollum les habló entonces de otra entrada, que pasaba junto a Minas Morgul, y finalmente decidieron intentarlo por allí. Durante el viaje, conocieron al hermano de Boromir, Faramir, quien les acogió entre sus hombres (soldados de Gondor) durante unos días. Se enteró de la existencia del Anillo y del papel de Frodo, pero le permitió continuar su viaje. Cuando Frodo está con Faramir, se entera de que Boromir murió en la Disolución de la Comunidad del Anillo.
Gollum cumplió su palabra y les guio hacia el paso de Cirith Ungol, pero allí les traicionó dejándolos a merced de Ella-Laraña, monstruo cuya presencia los hobbits no conocían pero Gollum sí. La araña gigante picó a Frodo, dejándolo inconsciente temporalmente, herida que también sería curada, pero también dejó sus secuelas. Sam hirió al monstruo haciéndolo retroceder (no se sabe si lo mató definitivamente, pero el libro hace entender que no) dio a Frodo por muerto y decidió ocultarse de los orcos que se acercaban desde la torre de guardia. Estos llevaron a Frodo a la torre, y Sam, una vez se enteró de que Frodo estaba vivo oyendo a un orco decirlo, se las ingenió para entrar en la torre. Aprovechando un enfrentamiento entre los orcos que querían quedarse la cota de malla de mithril de Frodo, este (ya recuperado) y Sam huyen, y se adentran en Mordor en rumbo al Monte del Destino.
Durante el viaje, la carga e influencia del Anillo, la falta de alimentos y la atmósfera opresiva reinante en esas tierras afectaron a Frodo profundamente, sumiéndolo en un estado depresivo y dejándolo sin apenas fuerzas, teniendo que ser constantemente ayudado por Sam para seguir adelante, pero sin querer dejar que este llevara el Anillo, aunque cada vez parecía pesarle más. Cuando por fin llegaron al Monte del Destino, fueron atacados por Gollum (que los había seguido desde Cirith Ungol), pero rechazaron su ataque, llegando por fin a una grieta por la que pudieron acceder a la lava del volcán. Sin embargo, una vez allí Frodo reclamó el Anillo como suyo y se negó a destruirlo. Gollum atacó nuevamente a Frodo, arrancándole de un mordisco el dedo en el que llevaba puesto el Anillo pero cayendo después al fuego del volcán y derritiéndose junto al Anillo.

### Últimos días en la Comarca
Destruido el Anillo, Sauron cayó definitivamente y sus tropas, que en ese momento atacaban al resto de la Compañía del Anillo y al ejército de Gondor frente a la Puerta Negra, huyeron en desbandada. Gandalf fue transportado por las águilas al Monte del Destino, que había entrado en erupción al ser destruido el Anillo, y rescató a Frodo y a Sam. Ambos fueron llevados a un hospital de campaña, donde se recuperaron y más tarde festejaron la victoria definitiva frente a Sauron. Frodo y los otros tres hobbits volvieron más tarde a la Comarca, encontrándola destrozada en manos de Saruman. Merry y Pippin encabezaron el ejército de hobbits que lo expulsó definitivamente, restaurando la paz en la Comarca. De este modo, Frodo pudo por fin descansar en Bolsón Cerrado, dedicándose a escribir un libro con todas sus experiencias.
Según la novela, a Frodo se le concedió como gracia especial, por haber sido «Portador del Anillo», poder ir a las Tierras Imperecederas. De esta manera, abandonó la Tierra Media para siempre, en el mismo barco en que lo hicieron Elrond, Galadriel, Bilbo, Gandalf, Celeborn y Círdan. En sus Cartas, Tolkien explica repetidamente que la estancia de Frodo en Aman fue temporal y que murió tras un tiempo de curación y descanso:

Frodo fue enviado o se le permitió cruzar el Mar para curarlo, si eso era posible, antes de morir. Tendría que irse finalmente: ningún mortal podía, o puede, morar por siempre en la tierra o dentro del Tiempo.
— Carta n.º 246.

Porque como los emisarios de los Valar claramente le informan, el Reino Bendecido no confiere la inmortalidad. La tierra está bendecida porque los Bienaventurados viven allí, no viceversa, y los Valar son inmortales por derecho y naturaleza...
— Carta n.º 156.

En cuanto a Frodo u otros mortales, sólo podían morar en Aman por un tiempo limitado. Los Valar no tenían el poder ni el derecho de conferirles inmortalidad.
— Carta nº 325.

| Predecesor: Bilbo Bolsón   | Señor del Anillo 22 de septiembre de 3001 T. E. – 25 de marzo de 3019 T. E.             | Sucesor: Ninguno (el anillo es destruido) |
| Predecesor: Will Pieblanco | Alcalde de Cavada Grande 3019 T. E. – 3020 T. E. (1419-1420 C.C.)                       | Sucesor: Will Pieblanco                   |
| Predecesor: Bilbo Bolsón   | Dueño de Bolsón Cerrado 22 de septiembre de 3001 T. E. – 29 de septiembre de 3021 T. E. | Sucesor: Samsagaz Gamyi                   |

## Inspiración para el personaje
Algunos estudiosos piensan que Frodo podría ser un tipo de «espejo» del propio J. R. R. Tolkien: Frodo quedó traumatizado tras volver de cumplir su misión. Tolkien estuvo en las trincheras durante la Primera Guerra Mundial, quedando horrorizado durante su experiencia en ellas, entre tantos muertos, su experiencia en la Batalla de Somme le traumatizó, como a Frodo el estar en Mordor. Tolkien, al regresar de Francia, perdió dos de sus mejores amigos, Frodo perdió también a dos compañeros.